# Björnsjön (Bjuråkers socken, Hälsingland)
Björnsjön är en sjö i Hudiksvalls kommun i Hälsingland och ingår i Delångersåns huvudavrinningsområde.